# Économie expérimentale
L'économie expérimentale consiste à expérimenter les comportements économiques individuels et/ou collectifs, et à analyser statistiquement les résultats. Il s'agit d'une science en développement, récompensée en 2002 par deux lauréats du « prix Nobel » d'économie, Vernon Smith et Daniel Kahneman, pionniers dans l'application à la science économique des méthodes expérimentales utilisées en psychologie.

## Histoire
La démarche expérimentale en économie n'est introduite qu'après la seconde guerre mondiale. Néanmoins, on peut considérer que certains travaux antérieurs relèvent de cette démarche. C'est notamment le cas du Paradoxe de Saint-Pétersbourg de Nicolas et Daniel Bernoulli (1713) qui souligne l'incapacité de la théorie de l'espérance de gains à rendre compte du comportement des agents,.
La véritable naissance de l'économie expérimentale est liée au développement dans les années 1950 de la théorie de la décision et de la théorie des jeux.
Dans les années 1930, le psychologue Louis Leon Thurstone mène des expériences visant à « éliciter » les courbes d'indifférence des agents économiques,.
Dans les années 1950, Frederick Mosteller et Nogee reprennent la démarche de Thurstone et l'améliorent en confrontant les sujets de l'expérience à des choix réels plutôt qu'à des choix hypothétiques. Ils appliquent leur méthode à un choix dans un environnement risqué,.
Toujours en théorie de la décision, Daniel Ellsberg propose en 1961 la première expérience sur des choix individuels en environnement incertain,.
Dans les années 1950, Merril Flood et Melvil Dresher proposent un protocole expérimental pour tester la pertinence du concept d'équilibre de Nash proposé par leur collègue John Nash comme l'équilibre d'un jeu non-coopératif. Ils proposent ainsi une des premières versions du dilemme du prisonnier.
À la fin des années 1940, l'économiste Edward Chamberlin imagine un protocole pour illustrer le fonctionnement d'un marché en concurrence parfaite avec ses étudiants de l'université de Harvard. Il constate un écart entre les prédictions de la théorie économique et les résultats de ses expériences,.
À partir des années 1980 et sous l'impulsion de Charles Plott  et Alvin Roth, l'économie expérimentale est de plus en plus utilisée pour aider à la construction des politiques publiques. Elle s'inscrit dans l'économie publique. 

## Objet, méthodes
On peut distinguer trois espaces d'économie expérimentale : l'expérience simplifiée en laboratoire avec des variables contrôlées par l'expérimentateur ; l'expérience contrôlée avec une répartition aléatoire des individus participants à l'expérience en deux groupes, l'un est bénéficiaire et l'autre non-bénéficiaire; l'expérience naturelle qui désigne une situation dans laquelle un décideur public lance une politique publique avec un programme d'évaluation.
L'objet de la discipline est de tester les hypothèses de comportement des modèles économiques. L'étude en laboratoire permet d'isoler les éléments de la décision individuelle.
La répétition de l'expérience permet d'en tirer des conclusions robustes, à cette nuance près que les comportements in vivo et concernant des populations importantes peuvent être soumis à plus d'interférences externes que ceux in vitro.

## Résultats
Lorsque la théorie "généralement admise" est réfutée par les expériences deux explications peuvent être données :
- d'une part, les individus font des choix en rationalité limitée voire des choix irrationnels (alors que la théorie actuelle suppose en général la rationalité des acteurs). Par exemple, l'application du théorème de Bayes est source de difficultés pour les individus ;
- d'autre part, les individus intègrent des éléments de décision non (encore) pris en compte par la théorie (par exemple, la bienveillance peut conduire les individus à se comporter autrement que ne le prédit l'équilibre de Nash).
- Ou encore, que cette théorie "généralement admise" ne serait pas satisfaisante ? ce qui serait la conclusion logique et normale dans un domaine de "science dure" (la physique, par exemple)

### Ouvrages
- Nicolas Eber et Marc Willinger, L'Économie expérimentale, Paris, La Découverte, coll. « Repères », 2005, 123 p. (ISBN 2-7071-4602-1)
- HOLT C.A. (2002), Webgames and strategic behavior: Recipes for interactive learning, téléchargeable en pdf sur le site de Charles Holt
- DAVIS D., HOLT C. (1993), Experimental economics, Princeton University Press.
- Daniel Serra, Économie comportementale, Economica, Paris, 2017, 214 pages  (ISBN 978-2-7178-6929-3)
- Daniel Serra, Histoire de l'économie expérimentale, Éditions Universitaires Européennes, Saarbrücken, 2015, 98 pages  (ISBN 978-3-8416-7728-0)
- Daniel Serra, La "révolution" expérimentale en économie - Une histoire des courants de recherche qui l'incarnent (2022), Presses Universitaires de La Méditerranée (PULM).  (ISBN 978-2-36781-476-6)

### Articles
- DENANT-BOEMONT L., MALGRANGE P., MASCLET D. et MONTMARQUETTE C. (2008), L'économie expérimentale comme outil d'aide à la décision, économie et prévision, n 182, p. 172-178
- GOEREE J.K., HOLT C.A. (2003), Ten little treasures of game theory and ten intuitive contradictions, WP, téléchargeable en pdf sur le site de Charles Holt
- HOLT C.A. (2002), Economic science: An experimental approach for teaching and researchTen little treasures of game theory and ten intuitive contradictions, WP, téléchargeable en pdf sur le site de Charles Holt
- Daniel Serra, « Un aperçu historique de l'économie expérimentale : des origines aux évolutions récentes », Revue d'économie politique, vol. 122, no 5,‎ 2012, p. 749-786 (lire en ligne)
- Daniel Serra, "The experimental method in economics: old issues and new challenges. Introduction to the special issue 'Some methodological aspects of experimental economics'", Revue de philosophie économique, 2012, 13(1): 3-19. (lire en ligne: https://doi.org/10.3917/rpec.131.003)
- Daniel Serra, "Principes méthodologiques et pratiques de l'économie expérimentale : une vue d'ensemble", Revue de philosophie économique, 2012, 13(1) : 21-78 (lire en ligne: https://doi.org/10.3917/rpec.1310021)